# Eurybia leucolopha
Eurybia leucolopha är en fjärilsart som beskrevs av Otto Thieme 1907. Eurybia leucolopha ingår i släktet Eurybia och familjen Riodinidae. Inga underarter finns listade i Catalogue of Life.